# Бордзиловський Іван Каетанович
Іван Каетанович Бордзиловський (нар. 26 вересня (8 жовтня) 1852, Лучиці, Мозирський повіт, Мінська губернія, Російська імперія — 30 листопада (13 грудня) 1903, Київ, Російська імперія) — український ботанік. Хранитель Ботанічного кабінету Київського університету.

## Біографія
Закінчив Київський університет 1883 року. З 1886 року дійсний член Київського товариства природознавців.
Викладав в університеті, двох гімназіях. Працював консерватором, надалі хранителем у Ботанічному кабінеті (музеї) університету.
Помер від інфаркту міокарда, викликаного стенокардією.
Батько ботаніка Євгена Бордзиловського.

## Наукова діяльність
Досліджував гістологію та еволюцію формування соковитих плодів горобини та інших груп рослин. Під редакцією Бордзиловського вийшла праця Івана Шмальгаузена «Флора Середньої та Південної Росії, Криму та Кавказу» (рос. Флора Средней и Южной России, Крыма и Кавказа), яку Шмальгаузен доручив своєму учню та помічнику перед смертю.

## Наукові праці
- О способах развития сочных и мясистых плодов // Зап. Киев. об-ва естествоиспытателей. 1887. Т. 8, вып. 2
- О способах развития ягодных и мясистых плодов // Зап. Киев. об-ва естествоиспытателей. 1888. Т. 9, вып. 1– 2;
- Биографический очерк И.Ф. Шмальгаузена // Зап. Киевского об–ва естествоиспытателей. – 1896. – Т. 15. – С. 2–9
- О нахождении в окрестностях Житомира женских экземпляров пирамидального тополя // Зап. Киев. об-ва естествоиспытателей. 1898. Т. 15, вып. 2.